# Vin Diesel
Mark Sinclair Vincent, känd under namnet Vin Diesel, född 18 juli 1967 i Alameda County, Kalifornien, är en amerikansk skådespelare, regissör och filmproducent. Han är också grundaren av produktionsbolagen One Race Films, Tigon Studios och Racetrack Records.
Diesel har bland annat gjort rollen som Dominic Toretto i The Fast and the Furious-filmserien, Xander Cage i xXx och rollen som Richard B. Riddick i Chronicles of Riddick-franchisen. Han har även gjort rösten för Riddick inom två spel baserade på Chronicles of Riddick-franchisen och som är utvecklade av den svenska spelstudion Starbreeze i samarbete med Tigon Studios. 
Innan han provade på skådespeleriet arbetade han som dörrvakt på olika nöjesställen i New York.

## Filmografi (i urval)

### Filmer
| År   | Filmtitel                                   | Roll                     | Noter                                         |
| ---- | ------------------------------------------- | ------------------------ | --------------------------------------------- |
| 1990 | Awakenings                                  | Orderly                  | Okrediterad                                   |
| 1994 | Multi-Facial                                | Mike                     | Kortfilm Manusförfattare, regissör, producent |
| 1997 | Strays                                      | Rick                     | Manusförfattare, regissör, producent          |
| 1998 | Rädda menige Ryan                           | Menige Adrian Caparzo    |                                               |
| 1999 | Järnjätten                                  | Järnjätten               | Röst                                          |
| 2000 | Boiler Room                                 | Chris Varick             |                                               |
| 2000 | Pitch Black                                 | Richard B. Riddick       |                                               |
| 2001 | The Fast and the Furious                    | Dominic Toretto          |                                               |
| 2001 | Knockaround Guys                            | Taylor Reese             |                                               |
| 2002 | xXx                                         | Xander Cage              | Exekutiv producent                            |
| 2003 | A Man Apart                                 | Sean Vetter              | Producent                                     |
| 2004 | Chronicles of Riddick                       | Richard B. Riddick       | Producent                                     |
| 2004 | The Chronicles of Riddick: Dark Fury        | Richard B. Riddick       | Röst, kortfilm                                |
| 2005 | The Pacifier                                | Löjtnant Shane Wolfe     |                                               |
| 2006 | Find Me Guilty                              | Jack DiNorscio           |                                               |
| 2006 | The Fast and the Furious: Tokyo Drift       | Dominic Toretto          | Okrediterad                                   |
| 2008 | Babylon A.D.                                | Hugo Cornelius Toorop    |                                               |
| 2009 | Los Bandoleros                              | Dominic Toretto          | Kortfilm Manusförfattare, regissör, producent |
| 2009 | Fast & Furious                              | Dominic Toretto          | Producent                                     |
| 2011 | Fast & Furious 5                            | Dominic Toretto          | Producent                                     |
| 2013 | Fast & Furious 6                            | Dominic Toretto          | Producent                                     |
| 2013 | Riddick                                     | Richard B. Riddick       | Producent                                     |
| 2014 | Guardians of the Galaxy                     | Groot                    | Röst                                          |
| 2015 | Fast & Furious 7                            | Dominic Toretto          | Producent                                     |
| 2015 | The Last Witch Hunter                       | Kaulder                  | Producent                                     |
| 2016 | Billy Lynn's Long Halftime Walk             | Shroom                   |                                               |
| 2017 | xXx: Return of Xander Cage                  | Xander Cage              | Producent                                     |
| 2017 | Fast & Furious 8                            | Dominic Toretto          | Producent                                     |
| 2017 | Guardians of the Galaxy Vol. 2              | Groot                    | Röst                                          |
| 2018 | Avengers: Infinity War                      | Groot                    | Röst                                          |
| 2018 | Röjar-Ralf kraschar internet                | Groot                    | Röst                                          |
| 2019 | Avengers: Endgame                           | Groot                    | Röst                                          |
| 2020 | Bloodshot                                   | Ray Garrison / Bloodshot |                                               |
| 2020 | Fast & Furious 9                            | Dominic Toretto          | Producent                                     |
| 2022 | Thor: Love and Thunder                      | Groot                    | Röst                                          |
| 2022 | I Am Groot                                  | Groot                    | Röst                                          |
| 2022 | The Guardians of the Galaxy Holiday Special | Groot                    | Röst                                          |
| 2022 | Avatar: The Way of Water                    | TBA                      |                                               |
| 2023 | Guardians of the Galaxy Vol. 3              | Groot                    | Röst                                          |
| 2023 | Fast X                                      | Dominic Toretto          | Producent                                     |
| 2025 | Fast X: Part 2                              | Dominic Toretto          | Producent                                     |

### Datorspel
| År   | Titel                                              | Roll               |
| ---- | -------------------------------------------------- | ------------------ |
| 2004 | The Chronicles of Riddick: Escape from Butcher Bay | Richard B. Riddick |
| 2005 | Need for Speed: Most Wanted - (Black Edition)      | Rog                |
| 2009 | Wheelman                                           | Milo Burik         |
| 2009 | The Chronicles of Riddick: Assault on Dark Athena  | Richard B. Riddick |